# Xian autonome mandchou de Kuancheng
Pour les articles homonymes, voir Kuancheng.
Le xian autonome mandchou de Kuancheng (宽城满族自治县 ; pinyin : Kuānchéng mǎnzú Zìzhìxiàn) est un district administratif de la province chinoise du Hebei. Il est placé sous la juridiction de la ville-préfecture de Chengde.

## Démographie
La population du district était de 413 457 habitants en 1999.